# Berlins regerande borgmästare
Regerande borgmästaren i Berlin, ty. Regierender Bürgermeister von Berlin, är den tyska delstaten och staden Berlins regeringschef. I Berlin styr senaten (delstatens regering i städer som är egna delstater) som består av den regerande borgmästaren och upp till åtta andra senatsmedlemmar, senatorerna. Av dessa har två titeln borgmästare som ställföreträdare åt den regerande borgmästaren. Titeln regerande borgmästare började användas i Västberlin 1948 och ersatte då titeln överborgmästare (Oberbürgermeister). Efter Berlins enande har titeln fortsatt att användas.
Titeln överborgmästare används i många andra tyska städer. Den användes också i Östberlin tills Berlin återigen fick en gemensam regerande borgmästare, som dock inte valdes förrän i januari 1991 trots att Tyskland återförenades redan året innan.

## Regerande borgmästare

### Överborgmästare i Berlin 1809-1948
| Namn | Namn                                      | Parti     | Ämbetsperiod                          | Levnadsår   | Not                              |
| ---- | ----------------------------------------- | --------- | ------------------------------------- | ----------- | -------------------------------- |
|      | Carl Friedrich Leopold von Gerlach        |           | 8 maj 1809 – 8 juni 1813              | 1757 – 1813 | Berlins förste överborgmästare   |
|      | Johann Stephan Gottfried Büsching         |           | februari 1814 – mars 1832             | 1776 – 1833 | Vald redan 24 juni 1813          |
|      | Friedrich Wilhelm Leopold von Bärensprung |           | mars 1832 – 6 oktober 1834            |             |                                  |
|      | Heinrich Wilhelm Krausnick                |           | 6 oktober 1834 – 20 mars 1848         | 1797 – 1882 |                                  |
|      | Franz Christian Naunyn                    | liberal   | 20 mars 1848 – 23 januari 1851        | 1799 – 1860 | tjänstgörande, inte vald         |
|      | Heinrich Wilhelm Krausnick                |           | 23 januari 1851 – 30 december 1862    | 1797 – 1882 |                                  |
|      | Carl Theodor Seydel                       |           | 12 januari 1863 – 1 april 1872        |             |                                  |
|      | Arthur Hobrecht                           | NLP       | 1 april 1872 – mars 1878              | 1824 – 1912 | Partitillh. som riksdagsman      |
|      | Max von Forckenbeck                       | NLP       | 21 november 1878 – 26 maj 1892 †      | 1821 – 1892 | Partitillh. som riksdagsman      |
|      | Robert Zelle                              | Freis.P.  | 29 september 1892 – 30 september 1898 | 1829 – 1901 | Partitillh. som riksdagsman      |
|      | Martin Kirschner                          |           | 23 december 1899 – 31 augusti 1912    | 1842 – 1912 |                                  |
|      | Adolf Wermuth                             |           | 1 september 1912 – 25 november 1920   | 1855 – 1927 |                                  |
|      | Gustav Böss                               | DDP       | 20 januari 1921 – 7 november 1929     | 1873 – 1946 |                                  |
|      | Arthur Scholtz                            | DVP       | november 1929 – 14 april 1931         |             | tillförordnad                    |
|      | Heinrich Sahm                             | oberoende | 14 april 1931 – 18 december 1935      | 1877 – 1939 |                                  |
|      | Oskar Maretzky                            | oberoende | 19 december 1935 – 31 mars 1937       | 1881 – 1945 | tjänstgörande, ej vald           |
|      | Julius Lippert                            | NSDAP     | 1 april 1937 – juli 1940              | 1881 – 1945 |                                  |
|      | Ludwig Steeg                              | NSDAP     | juli 1940 – april 1945                |             |                                  |
|      | Arthur Werner                             | oberoende | 17 maj 1945 – 5 december 1946         | 1877 – 1967 | utnämnd av de allierade, ej vald |
|      | Otto Ostrowski                            | SPD       | 5 december 1946 – 17 april 1947       | 1883 – 1963 |                                  |
|      | Louise Schroeder                          | SPD       | 17 april 1947 – 7 december 1948       | 1887 – 1957 | tillförordnad1                   |
|      | Ferdinand Friedensburg                    | CDU       | 14 augusti 1948 – 1 december 1948     | 1886 – 1972 | vikarierande tillförordnad1      |

1 Louise Schroeder tjänstgjorde som ställföreträdare för Ernst Reuter, eftersom valet av honom inte erkändes av den sovjetiske kommendanten. På grund av sjukdom hos Schroeder vikarierade Ferdinand Friedensburg i tre och en halv månad. Den 30 november 1948 tillsatte den sovjetiska ockupationsmakten en egen överborgmästare för Östberlin. Därmed var staden de facto delad. Louise Schroeder fortsatte att tjänstgöra till den 7 december 1948, varefter Reuter tillträdde som regerande borgmästare i Västberlin.

### Överborgmästare i Östberlin 1948-1991
| Namn | Namn                  | Parti | Ämbetsperiod                        | Levnadsår   | Not           |
| ---- | --------------------- | ----- | ----------------------------------- | ----------- | ------------- |
|      | Friedrich Ebert d.y.  | SED   | 30 november 1948 – 5 juli 1967      | 1894 – 1979 |               |
|      | Herbert Fechner       | SED   | 5 juli 1967 – 11 februari 1974      | 1913 – 1998 |               |
|      | Erhard Krack          | SED   | 11 februari 1974 – 15 februari 1990 | 1931 – 2000 |               |
|      | Ingrid Pankraz        | SED   | 15 februari 1990 – 23 februari 1990 | 1948 –      | tillförordnad |
|      | Christian Hartenhauer | SED   | 23 februari 1990 – 30 maj 1990      | 1948 –      |               |
|      | Tino Schwierzina      | SPD   | 30 maj 1990 – 11 januari 1991       | 1927 – 2003 |               |
|      | Thomas Krüger         | SPD   | 11 januari 1991 – 24 januari 1991   | 1959 –      | tillförordnad |

### Regerande borgmästare i Västberlin 1948-1991
| Namn | Namn                   | Parti | Ämbetsperiod                        | Levnadsår   | Not           |
| ---- | ---------------------- | ----- | ----------------------------------- | ----------- | ------------- |
|      | Ernst Reuter           | SPD   | 7 december 1948 – 29 september 1953 | 1889 – 1953 |               |
|      | Walther Schreiber      | CDU   | 22 oktober 1953 – 11 januari 1955   | 1884 – 1958 |               |
|      | Otto Suhr              | SPD   | 11 januari 1955 – 30 augusti 1957   | 1894 – 1957 |               |
|      | Franz Amrehn           | CDU   | 30 augusti 1957 – 3 oktober 1957    | 1912 – 1981 | tillförordnad |
|      | Willy Brandt           | SPD   | 3 oktober 1957 – 1 december 1966    | 1913 – 1992 |               |
|      | Heinrich Albertz       | SPD   | 1 december 1966 – 19 oktober 1967   | 1915 – 1993 |               |
|      | Klaus Schütz           | SPD   | 19 oktober 1967 – 2 maj 1977        | 1926 – 2012 |               |
|      | Dietrich Stobbe        | SPD   | 2 maj 1977 – 23 januari 1981        | 1938 – 2011 |               |
|      | Hans-Jochen Vogel      | SPD   | 23 januari 1981 – 11 juni 1981      | 1926 – 2020 |               |
|      | Richard von Weizsäcker | CDU   | 11 juni 1981 – 9 februari 1984      | 1920 – 2015 |               |
|      | Eberhard Diepgen       | CDU   | 9 februari 1984 – 16 mars 1989      | 1941 –      |               |
|      | Walter Momper          | SPD   | 16 mars 1989 – 24 januari 1991      | 1945 –      |               |

### Regerande borgmästare i Berlin sedan 1991
| Namn | Namn             | Parti | Ämbetsperiod                        | Levnadsår | Not |
| ---- | ---------------- | ----- | ----------------------------------- | --------- | --- |
|      | Eberhard Diepgen | CDU   | 24 januari 1991 – 16 juni 2001      | 1941 –    |     |
|      | Klaus Wowereit   | SPD   | 16 juni 2001 – 11 december 2014     | 1953 –    |     |
|      | Michael Müller   | SPD   | 11 december 2014 – 21 december 2021 | 1964 –    |     |
|      | Franziska Giffey | SPD   | 21 december 2021 – 27 april 2023    | 1978 –    |     |
|      | Kai Wegner       | CDU   | 27 april 2023 –                     | 1972 –    |     |